# عبد الرحمن العمودي
عبد الرحمن العمودي أو عبد الرحمن العامودي هو ناشط أمريكي مسلم سابق معروف بتأسيس المجلس الإسلامي الأمريكي. أقر بأنه مذنب في تهم مالية وتآمرية في عام 2004، مما أدى إلى الحكم عليه بالسجن لمدة 23 سنة.

## السيرة الشخصية
ولد العمودي في إريتريا.
انتقل من اليمن إلى الولايات المتحدة عام 1979 وأصبح مواطنًا أمريكيًا في عام 1996. وقد جُرِّد العمودي من هذه الجنسية تلقائيًا من قبل الولايات المتحدة بعد إدانته بتهم تتعلق بالإرهاب.
عاش العمودي في فولز تشيرش في فيرجينيا.

## المنظمات
وفقًا لصحيفة واشنطن بوست، قبل اعتقاله وإقراره بالذنب كان العمودي «أحد أشهر النشطاء المسلمين في أمريكا» و«التقى بكبار المسؤولين في إدارة كلينتون وبوش في جهوده لتعزيز الشهرة السياسية الإسلامية». قام العمودي بتأسيس المؤسسة الإسلامية الأمريكية وكان المدير التنفيذي لها وكان عضوا مؤثرا في المنظمات السياسية الإسلامية والمنظمات الخيرية الأخرى. كما لعب العمودي دورًا في إنشاء برنامج تابع لوزارة الدفاع الأمريكية. التقى العمودي مع الرئيس جورج دبليو بوش وساهم بألف دولار في حملته. وتبرع العمودي بنفس المبلغ لحملة هيلاري كلينتون. أعاد كل من بوش وكلينتون المال فيما بعد. وقد دعا البيت الأبيض العمودي إلى التحدث في صلاة في كاتدرائية واشنطن الوطنية إحياءا لذكرى ضحايا هجمات 11 سبتمبر 2001.
كان العمودي مؤسس مسجد جمعية بوسطن الإسلامية. وقع على مواد التأسيس الخاصة بالجمعية وعمل كأول رئيس لمجتمع مسجد ماساتشوستس، الذي حضره أيضًا مفجرو ماراثون بوسطن (ذوخار تسارنايف وشقيقه تاميرلان تسارنايف)، وكذلك من قبل المدانين عافية صديقي وطارق مهنا.

## تصريحات مثيرة للجدل
خلال مقابلة مع قناة تلفزيونية في الشرق الأوسط في مارس 1997، أعلن العمودي: «أعتبره حقًا (نائب زعيم حماس السياسي موسى أبو مرزوق) من بين أفضل الناس في الحركة الإسلامية»، وأضاف أنه عمل مع مرزوق وحماس.
وفي مكالمة هاتفية تم تعقبها من قبل وكالة إنفاذ قوانين الهجرة والجمارك بالولايات المتحدة وإعادة سردها في إفادة خطية للمحكمة، أعرب العمودي عن أسفه لأن تفجيرات السفارة الأمريكية في أفريقيا عام 1998 لم تقتل أي أمريكي واقترح تنفيذ المزيد من الهجمات على غرار تفجير آميا في بوينس آيرس.
في المسلسلات الوثائقية لبي بي إس أمريكا في مفترق طرق، أفاد صحفيو نيوزويك مارك هوسينبول ومايكل إيسكوف بأن العمودي كان مؤيدًا مؤثرًا للإخوان المسلمين ووصف بأنه خبير في فن الخداع من قبل المطلعين من مكتب التحقيقات الفدرالي للتعبير عن الاعتدال، التعاطف المؤيد لأميركا في الضغط الذي يمارسه والعلاقات العامة، يعمل مع الأمريكيين ولكن بعد ذلك يعبر عن دعمه لحماس وحزب الله في تجمع إسلامي.

## مؤامرة اغتيال الأمير عبد الله
اتهم العمودي عام 2003 في محكمة مقاطعة الولايات المتحدة للمنطقة الشرقية لولاية فيرجينيا بتهمة التعامل غير المشروع مع ليبيا والتي تضمنت تورطه في مؤامرة معقدة وغريبة بتمويل من الزعيم الليبي معمر القذافي. وقتل ولي العهد السعودي الأمير عبد الله على يد اثنين من نشطاء تنظيم القاعدة في بريطانيا. تم اعتقال العمودي في سبتمبر 2003 في مطار دالاس الدولي بعد وصوله على متن رحلة جوية من لندن. وقد اتهم بقبول 10,700 دولار من البعثة الليبية لدى الأمم المتحدة في حين تم إدراج ليبيا كواحدة من الدول السبع الراعية للإرهاب. واعترف العمودي «بأنه جمع ما يقرب من مليون دولار واستخدمها لدفع المتآمرين في المؤامرة، والتي قالت مصادر إنها اقتربت من النجاح قبل أن تحبطها المخابرات السعودية».

## إدانة بتهم جنائية اتحادية أمريكية
في 30 يوليو 2004، أقر العمودي بأنه مذنب في ثلاث تهم جنائية اتحادية: «تهمة واحدة لانتهاك قانون السلطات الاقتصادية الطارئة الدولية (IEEPA) الذي يفرض عقوبات تتعلق بالإرهاب تحظر السفر غير المرخص له إلى ليبيا والتجارة مع ليبيا؛ عدد من البيانات الكاذبة قدم في طلبه للحصول على الجنسية؛ وجريمة ضريبية تنطوي على مخطط طويل الأجل لإخفاء معاملاته المالية مع مصلحة الضرائب وحساباته المصرفية الأجنبية من مصلحة الضرائب وحذف معلومات مادية من الإقرارات الضريبية المقدمة من جمعياته الخيرية.»
ووافق على التعاون في التحقيقات الجارية في مقابل إسقاط المدّعين 31 تهمة أخرى واحتمال تخفيض عقوبة السجن لمدة 23 سنة وغرامة قدرها 750.000 دولار.
حكم قاضي المحكمة الجزئية الأمريكية كلود م. هيلتون على العمودي بالسجن 276 شهرًا (23 عامًا) في أكتوبر 2004، وهي أقصى عقوبة. بسبب الاحتيال في الهجرة، وتم تجريد العمودي من جنسيته.
كما زعمت الشهادة الخطية التي صدرت في سبتمبر 2003 ضد العمودي أن أمواله لم تذهب فقط إلى القاعدة ولكن أيضًا إلى الجهاد الإسلامي الفلسطيني. بالإضافة إلى ذلك تنص الشهادة على أنه مُنح توكيلًا لـ 22 من أفراد عائلة الأشخاص المحتجزين في خليج غوانتانامو بكوبا للاشتباه في صلاتهم بالقاعدة.

## روابط خارجية
- Alamoudi مرات الظهور على سي-سبان